# Cecil Tirion
Cecil Tirion (Paramaribo, 2 maart 1943) is een Surinaams karateka. Hij is de oprichter van de eerste karateschool van het land en introduceerde de kyokushinkai in Suriname.

## Biografie
Cecil Tirion is een zoon van een schoolhoofd en groeide vanaf zijn vierde jaar op in het district Coronie en en vanaf zijn achtste jaar in Paramaribo. Hij studeerde aan de Surinaamse Kweekschool in Paramaribo en de gemeentelijke kweekschool in Rotterdam. Zijn studie in de pedagogiek zette hij voort aan de Nutsacademie in Rotterdam. Daarnaast werkte als leraar in het onderwijs in Nederland. Op sportgebied  volgde hij de eerste jaren judo en jiujitsu bij Sportschool Visser. Ondertussen probeerde hij met een vriend de harde kyokushinkai-stijl van karate uit en dit beviel zo goed, dat ze overstapten. Lessen kregen ze van de Loek Hollander en Jon Bluming die meerdere kampioenen voortbrachten. Hier behaalde hij zijn eerste dan. Hij was in Rotterdam van 1964 tot augustus 1971.
Na terugkeer in Suriname startte hij op 7 mei 1972 in Paramaribo zijn eigen karateschool, wat wel gezien wordt als de start van karate in Suriname. Deze begon hij in de kyokushinkai-stijl in het sportcentrum De Schakel, op aandringen van collegaleraren en studenten van de kweekschool en het middelbaar onderwijs. De bovenzaal en vervolgens de benedenzaal werden snel te klein en Tirion verhuisde daarna naar de Polanenschool in Zorg en Hoop. Hier bleef zijn school een groot aantal jaren gevestigd.Cecil Tirion is hiermee de grondlegger van de karatesport in Suriname. Samen met de karateka's Paul del Prado en Harold la Rose heeft hij getracht een overkoepelende organisatie op te richten.Dit is helaas niet tot zijn recht gekomen.
Tirion legde in mei 1982 bij Hedwig Lobman zijn examen voor de 2e dan af, rond dezelfde tijd als Wilfred Burgos. Een examen voor zo'n hoge graad was een primeur voor het karate in Suriname.
In april 1981 werd de Budo Organisatie opgericht met het doel om de krijgssporten in Suriname te verenigen binnen één bond. Tirion nam zitting in het bestuur als secretaris; Frank Doelwijt (taekwondoka) was de voorzitter. De organisatie was geen succes en viel weer uiteen. Binnen de karatewereld bleef de eenheid ook niet bestaan. Hij was in 1982 oprichter van de Surinaamse Karate Associatie (SKA). Later sloot Burgos zich aan bij de SKA. Cecil Tirion was ook de eerste voorzitter van de SKA en de Dangraden commissie. Na een interne ruzie werd een deel van de SKA voortgezet onder leiding van de heer Callender; zelf ging Tirion verder met de Amateur Karate Unie, die hij in 1986 oprichtte. Vijf van de tien karatescholen gingen mee naar de AKU. Tirion was tevens de geestesvader van het succesvolle Schoolkarateproject.
In 2014 kreeg hij tijdens een gezamenlijk gala van de SKA en de Surinaamse Judo Federatie de Award of Appreciation toegekend. Hij schreef een boek over de ontwikkelingen in de karatesport in Suriname, dat hij op 6 mei 2022 ter herinnering aan vijftig jaar karate in Suriname overhandigde aan Assemblée-voorzitter Marinus Bee. Bee is een oud-karateleerling van Tirion. Een andere bekende leerling van een leerling is oud-minister Edward Belfort; die legde zijn eerste dan-examen af bij Tirion. Tijdens de viering van vijftig jaar karate in Suriname kreeg Tirion de benoeming van achtste dan in de karatesport. Hij werd op 23 november 2022 door de Surinaamse overheid gedecoreerd tot Commandeur in de Ere-Orde van de Gele Ster.